# Immanuel Bekker
August Immanuel Bekker (Berlín, 21 de mayo de 1785-Berlín, 7 de junio de 1871) fue un filólogo y crítico alemán.

## Biografía
Nacido en Berlín, completó su preparación clásica en la Universidad de Halle bajo la tutela de Friedrich August Wolf, quien lo consideraba como su más prometedor alumno. En 1810 fue nombrado profesor de Filosofía en la Universidad de Berlín. Durante varios años, entre 1810 y 1821, viajó por Francia, Italia, Inglaterra y partes de Alemania, para examinar manuscritos clásicos y reuniendo material para sus grandes labores editoriales.

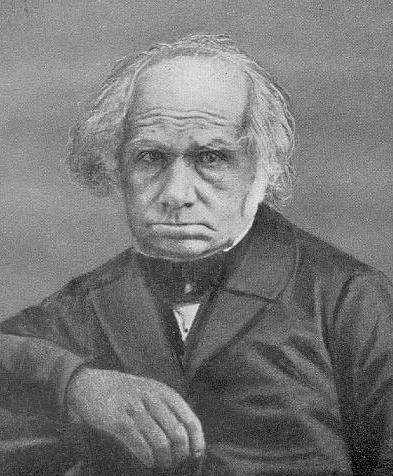
August Immanuel Bekker.

Algunos de los frutos de sus investigaciones fueron publicados en la Anecdota Graeca (en tres volúmenes, 1814-1821), pero los principales escritos se encuentran en la variedad de autores clásicos que él editó. (Algo como una lista completa de sus obras ocuparía demasiado espacio, pero se puede decir que su trabajo se extendió en casi toda la literatura griega con la excepción de los trágicos y poetas líricos.) Sus ediciones más conocidas son las de Platón (1816-1823), Oratores Attici (1823-1824), Aristóteles (1831-1836), Aristófanes (1829), y veinticinco volúmenes del Corpus Scriptorum Historiae Byzantinae. Los únicos autores latinos editados por él fueron Tito Livio (1829-1830) y Tácito (1831).
Se confinó por completo a la investigación de manuscritos y crítica textual, a la revisión de una amplia variedad de gramáticas e historiografías bizantinas; pero contribuyó poco a la ampliación de otras erudiciones. Los números de Bekker se han convertido en la forma estándar de referirse a las obras de Aristóteles y el Corpus Aristotelicum. Fue elegido miembro honorario extranjero de la Academia Estadounidense de las Artes y las Ciencias en 1861. Murió en Berlín a los 86 años.